# Arquivo Distrital de Aveiro
O Arquivo Distrital de Aveiro (também conhecido pela sigla ADAVR) é um arquivo distrital que reúne variada documentação referente ao Distrito de Aveiro.
Criado oficialmente em 22 de maio de 1965, pelo Decreto-lei 46350, de 22 de Maio, está dependente da Direção-Geral do Livro, dos Arquivos e das Bibliotecas (DGLAB) e, através desta, do Ministério da Cultura.
O ADAVR funciona na antiga quinta do Dr. Alberto Souto, em Aradas, num edifício reconstruido especificamente para estas funções, inaugurado em 28 de junho 2002. A sua missão resultou da execução da política arquivística nacional, da responsabilidade do IAN/TT (atual DGLAB), assente numa rede de Arquivos Distritais, que teriam como missão recolher, salvaguardar e promover o património arquivístico.
Desde 2019, o ADAVR tem apresentado exposições mensais, homenageando as figuras notáveis de cada concelho do Distrito.

## História

### Criação
À data legal da sua criação, em Maio de 1965, havia passado três décadas e meia sobre a publicação do Decreto nº 19952, de 27 de Junho de 1931, que estabelecia "que fosse criado, em cada sede de distrito da metrópole e ilhas adjacentes, um arquivo regional, destinado a recolher, conservar e catalogar os documentos ainda na posse de entidades várias, à semelhança daqueles arquivos que já existiam nalgumas dessas  idades". Contudo, durante a década de 1960, Câmara Municipal de Aveiro (CMA) e Junta Distrital de Aveiro (JDA) nada decidiram, alegando indisponibilidade financeira.
Em Outubro de 1971, O ADAVR abriu, finalmente, ao público, graças à acção da JDA e da CMA. Legalmente, a Junta Distrital era responsável pelo pagamento dos salários e fornecimento de materiais, o Ministério do Interior nomeava a Direção do Arquivo, enquanto a Câmara aveirense fornecia o espaço para a instalações da Instituição. As primeiras incorporações, constituídas por documentos notariais e paroquiais, tiveram lugar desde Setembro de 1971 até ao final de 1972, provenientes do Arquivo da Universidade de Coimbra. Deram, logo aí, entrada no Arquivo Distrital de Aveiro 19.775 unidades referentes aos dezanove concelhos do Distrito.
O Decreto-Lei 149/83, de 5 de Abril, logrou trazer alterações importantes para os Arquivos Distritais, nomeadamente, através de novas atribuições, tais como: promover o conhecimento público dos acervos documentais, quer dos arquivos próprios, quer dos existentes na região; fornecer apoio técnico em matéria arquivística aos arquivos do distrito que o solicitem; funcionar como serviço de informação documental da região. Aquele normativo legal conferia, ainda, funções certificativas aos Arquivos Distritais.
Quanto ao órgão que tutela o ADAVR, o IAN/TT, é no final da década de 1980 que ganha os contornos que ainda hoje possui. Com efeito, a Torre do Tombo – arquivo central do Estado português – acabou por ser fundida com o efémero Instituto Português de Arquivos (1988-1992), predecessor do IAN/TT, dando origem a um organismo, denominado Arquivos Nacionais/Torre do Tombo, que reunia as competências de arquivo nacional, de agente coordenador do sistema de arquivos e de instrumento de conceção e de execução da política arquivística nacional.
Entretanto, no início da década de 1990, a Assembleia Distrital de Aveiro (antiga Junta Distrital de Aveiro) deixa de intervir na gestão do ADAVR, com a publicação do Decreto-Lei nº 5/91, de 8 de Janeiro. Foi o fim de uma relação que começou em 1965 e que se estendeu até uma altura em que as Assembleias distritais estavam financeiramente exauridas. Convém, para a posteridade, louvar a persistência da Junta/Assembleia Distrital de Aveiro para que este importante serviço cultural pudesse ter a sua génese e, durante todos aqueles anos, garantida continuidade. Apesar da insuficiência das instalações, de salientar, ainda, a disponibilidade da Câmara Municipal de Aveiro, já que, ao facultar a pedido da Junta/Assembleia Distrital, o usufruto de espaços municipais, mesmo que a titulo provisório, permitiu assegurar o funcionamento do ADAVR. Recordemo-nos que alguns dos Arquivos distritais criados pelo Decreto-Lei nº 46350, 22 de Maio de 1965, como os de Bragança, Beja, Castelo Branco, Guarda e Viana do Castelo, nem sequer tinham chegado a funcionar no início da década de 1980.

### Mudança para Aradas

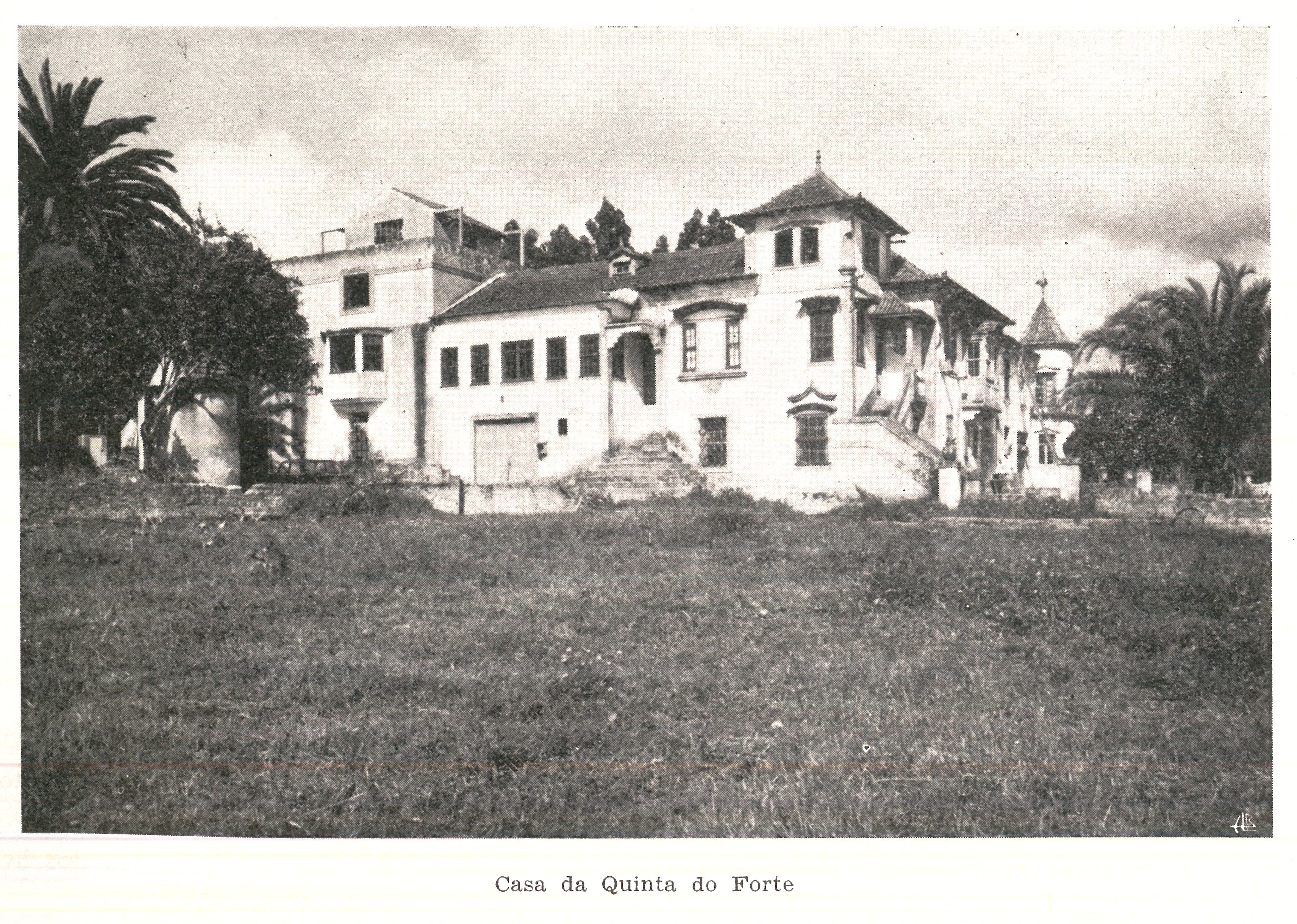
Quinta do Forte (séc. XX), de Alberto Souto. O edifício original foi demolido e no seu local foi erguido o atual, cuja traça principal segue as mesmas linhas.

Em 2002, o ADAVR foi transferido para a sua localização atual, na antiga quinta do Dr. Alberto Souto, em Aradas, num edifício reconstruido especificamente para estas funções, inaugurado a 28 de junho.
Já nas novas instalações, o Arquivo foi “invadido” com inúmeros pedidos, satisfeitos gradualmente e na medida das disponibilidades humanas e materiais. Atualizaram-se as incorporações respeitantes às Conservatórias do Registo Civil e dos Cartórios Notariais; iniciou-se a recolha de processos judiciais junto dos Tribunais de Comarca. Foi também realizada a transferência de arquivos judiciais do distrito de Aveiro, sob custódia do Arquivo da Universidade de Coimbra, pertencente às Comarcas de Albergaria-a-Velha, Anadia, Arouca, Estarreja, Feira e Ovar (totalizando cerca de 800 metros Lineares), que se encontram, presentemente, em fase de intervenção técnica. O Arquivo foi, ainda, contactado pela Associação de Municípios da Ria (AMRIA) para receber todo o material pertencente à Junta/Assembleia Distrital de Aveiro (cerca de 125 metros lineares), cuja documentação está já à disposição dos utentes.
Em 2007, através do Decreto-Lei n.º 93/2007, de 29 de março, o Arquivo Distrital de Aveiro passou a integrar a Direção Geral de Arquivos, enquanto arquivo dependente de âmbito regional.

### Direção-Geral do Livro, dos Arquivos e das Bibliotecas
Desde 2012, na sequência da fusão da Direção-Geral do Livro e das Bibliotecas com a Direção Geral de Arquivos, o Arquivo Distrital de Aveiro funciona como unidade orgânica flexível no âmbito da Direção-Geral do Livro, dos Arquivos e das Bibliotecas (Decreto-Lei n.º 103/2012, de 16 de maio; Portaria n.º 192/2012, de 19 de junho), tendo as suas competências sido fixadas pelo Despacho n.º 9339/2012, de 27 de junho.

### Diretores
- desde 2023 — Isabel Brilhante;[7]
- 2014 a 2022 — Porfírio Correia;[8]
- 2007 a 2014 — Lucinda dos Santos;[9]
- 2001 a 2007 — Fernanda Coelho.[10]

## Fundos e Coleções
O Arquivo Distrital de Aveiro custodia 365 fundos documentais produzidos por entidades de natureza diversa, pública ou privada, organizações ou indivíduos.
Esta documentação ostenta uma cronologia que se inicia em 1506, data do seu documento mais antigo, num total de cerca de 5 quilómetros de documentos.
Os utilizadores deste arquivo têm a possibilidade de aceder diretamente à descrição de cada um dos fundos documentais, no website do ADAVR.

### Administração Central
Os Governos Civis estão legislados por numerosos diplomas, surgindo com as reformas administrativas do século XIX.
A partir do decreto de ‘8 de Julho de 1835 o país passa a estar dividido em distritos, concelhos e freguesias, governados respetivamente, pelo Governador Civil, Administrador do Concelho e Comissário da Paróquia.
A designação de Governador Civil aparece-nos em 1835, indicando o magistrado de nomeação régia, representante do poder central, com funções de tutela, fiscalização, assistência, defesa e manutenção de ordem pública.
Esta documentação transitou para o Arquivo Distrital de Aveiro em várias fases a partir do ano de 1993.

### Administração Central Desconcentrada
Há um conjunto de instituições, as quais garantem localmente a aplicação das respetivas leis e o funcionamento dos serviços públicos, de acordo com as ordens emanadas pelo governo. Tais organismos constituem a Administração Central Desconcentrada.
Neste grupo de fundos documentais destacamos dois fundos constituídos por livros de matrizes rústicas e urbanas, provenientes das Repartições de Finanças de Aveiro e Oliveira de Azeméis.

### Administração Local
A Administração do Concelho era um órgão da Administração Central, cuja atividade se registava a nível local, tendo sido criado pela Carta de Lei de 25 de Abril de 1835, desenvolvida pelo Decreto de 18 de Julho 1835.
As funções do Administrador do Concelho, regulamentadas por este diploma e posteriormente confirmadas pelo Código Administrativo de 1836, vieram a ser essencialmente as mesmas que haviam competido aos recém-extintos Provedores dos Concelhos e aos antigos Provedores das Comarcas nas atribuições que as Ordenações Filipinas conferira a estes últimos (Livro 1, Título 62). Nessa conformidade era sua incumbência tomar contas aos testamenteiros e administradores de vínculos, morgados e capelas, assim como às Confrarias, Irmandades, Misericórdias, Hospitais e outros estabelecimentos de piedade e beneficência. Acresciam a estas, funções policiais, a inspeção das escolas públicas, o recenseamento da população, a emissão de passaportes e dos bilhetes de residência, o registo civil, o registo de hipotecas, etc.
Mas as atribuições conferidas aos administradores dos concelhos foram sendo gradualmente restringidas no decorrer dos anos em consequência, quer da autonomia concedida às corporações e corpos administrativos, quer da transferência de parte das suas competências para outras entidades. Rematando esta tendência, o Decreto nº 9356, de 8 de Janeiro de 1924, acabaria por suprimir o cargo de Administrador do Concelho, admitindo, no entanto, que subsistisse o exercício das respetivas funções, mas só a título gracioso, mediante o consentimento prévio do Governo e de acordo com os Governadores Civis.
O Decreto nº 14 812, de 31 de Dezembro de 1927, viria a extinguir os serviços das administrações dos concelhos, mantendo-os, porém, naqueles que não fossem sede de distrito.  Os administradores dos concelhos viriam a ser definitivamente suprimidos pelo Código Administrativo de 1936, continuando, todavia, a exercer até 31 de Dezembro de 1937, as funções policiais que, segundo o artº 80º do mesmo diploma, competiam ao Presidente da Câmara.

### Notariais
Tabeliães era a denominação dos oficiais públicos que lavravam e registavam, nos livros de notas, escrituras e outros instrumentos jurídicos para lhes dar carácter de autenticidade.
Hoje em dia a designação de tabelião corresponde à de notário. A instituição do tabelionato é muito antiga. Já entre os romanos se encontram os tabelliones quer particulares, quer públicos.
Em Portugal, foram as Ordenações Afonsinas que previram e regularam as funções dos tabeliães. Quanto à nomeação de tabeliães pelos concelhos era já antiga a sua pretensão, mas foi mais intensamente formulada em meados do século xv. Os atuais Cartórios Notariais, um por concelho, herdaram a documentação dos tabeliães proprietários de ofícios, muito mais numerosos. O fundo notarial existente no ADAVR, é constituído por livros de notas de diversa natureza /com os respetivos maços de documentos).
Decorridos 30 anos da data da sua conclusão, aqueles livros dos cartórios notariais são transferidos para os arquivos distritais, de acordo com o art° 34.do Código do Notariado e com as disposições legais aplicáveis.
Os livros de abertura de sinais que foram abolidos pelo Decreto – Lei nº 250/96 de 24 de Dezembro são também transferidos de acordo com o art° 5º do mesmo diploma legal.

### Judiciais
Por decreto de 16 de Maio de 1832 surge a nova reforma judicial. Assiste-se a uma divisão do território em circulas judiciais, estes em comarcas, as comarcas em Julgados e os julgados em freguesias. Atualmente, o território divide-se em distritos judiciais e estes em tribunais de comarca que se agrupam em círculos judiciais.
Dão entrada no Arquivo Distrital, provenientes dos tribunais, os processos:
Cíveis e de crime decorridos 30 anos após a data do trânsito em julgado da referida sentença e, também, processos de inventário orfanológico passados 50 anos sobre a data do trânsito em julgado da sentença que os julgou.

### Diocesanos
O Arquivo Distrital de Aveiro disponibiliza no seu repositório o projeto DOMVS ECCLESIAE AVEIRENSE – Arquivos religiosos da cidade de Aveiro, de acordo com o protocolo celebrado com a Diocese de Aveiro e financiado pela Fundação Calouste Gulbenkian no âmbito do Concurso de Recuperação, Tratamento e Organização de acervos documentais.
Este projeto compreende os fundos documentais existentes nos Arquivos das duas paróquias urbanas de Aveiro, paróquia de Nossa Senhora da Glória e Paróquia da Vera Cruz, acrescidos do Arquivo da Ordem Terceira de São Francisco de Aveiro, num total de 38 fundos documentais, mais de 9 mil descrições arquivísticas e cerca de 53000 imagens.
Embora se conhecesse a existência da documentação tratada pelas descrições apontadas no estudos realizados em 1906 pelo aveirógrafo José Reinaldo Rangel de Quadros Oudinot, com recurso à consulta destes Arquivos, estudos editados em 2009 pela Câmara Municipal de Aveiro, o objetivo do presente catálogo em linha é o de disponibilizar de forma inédita os conteúdos de todo o espólio documental ao público de uma forma consistente, ora organizada de acordo com o seu atual inventário e com a respetiva imagem digital. Os três Arquivos foram organizados, na recente inventariação, segundo os diferentes fundos de entidade produtora da informação, com atribuição de cotas, que permitiram agrupá-los no catálogo presente em 38 fundos documentais.
Estes fundos documentais encontram-se acessíveis adavr.dglab.gov.pt/fundos-e-coleccoes/diocesanos/.

### Monásticos
Cartório do Convento de Santo António de Serém (Águeda).
Foi mandado edificar em 1634, por Diogo Soares, valido do Conde Duque de Olivares, para aí albergar doze religiosos da ordem de S. Francisco, da província de Santo António. Em 16 de Abril de 1635, foi lançada a primeira pedra, decorrendo as obras, até 1 de Dezembro de 1640, a bom ritmo, à custa das rendas de Diogo Soares. Por esta altura faltava ainda concluir o coro, o claustro, a cerca do convento e "outras oficinas do mosteiro", a que não chegavam para isso as rendas do respetivo padroeiro, cujos bens tinham entretanto sido confiscados.
A partir de 1641, por provisão real, as obras são retomadas, por partes, sendo concluídas cerca de 1658/59.
Pese embora os apoios dados à conclusão das obras, a vida dos religiosos capuchos decorria com inúmeros sobressaltos dadas as dificuldades na arrecadação das rendas a que tinham direito, por desentendimentos vários entre os herdeiros de Diogo Soares.
Com a abolição das ordens religiosas em 1834, convento e cerca passam para as mãos particulares: primeiro de José Henriques Ferreira e, à morte deste, para a posse de Augusto Gomes, a quem se devem as grandes obras de beneficiação no espaço da cerca mas, em contrapartida, o desmantelamento parcial do convento - colunas e arcarias do claustro conventual são aplicadas no palacete que construiu para si.

### Registo Civil
O Fundo do Registo Civil é constituído maioritariamente pelos livros dos extratos dos registos de nascimentos, casamentos e óbitos, livros de registos de cédulas, legitimações e perfilhações e transcrições.
Embora a existência do registo civil dos cidadãos nacionais, para registo dos nascimentos, casamentos e óbitos, remonte à publicação de um Decreto de 16 de Maio de 1832, da autoria de Mouzinho da Silveira, este só se tornará obrigatório com o advento da república e a publicação do decreto com força de lei 18 de Fevereiro de 1911 (D. G. n.º 41 de 20/02/1911). Tal diploma estabeleceu a obrigatoriedade da “inscrição no registo civil dos factos essenciais relativos ao indivíduo e à família (…) nomeadamente dos nascimentos, dos casamentos e dos óbitos” (art.º 2º do Decreto cit.). São também estabelecidas, na sede de cada concelho, dependendo do Ministério da Justiça, as “Conservatórias do Registo Civil” (art.º 21º do Decreto cit.), podendo ainda ser estabelecidas, para “comodidade dos povos”, nas freguesias mais distantes das sedes dos concelhos, “postos de registo” (art.º 27º).

### Paroquiais

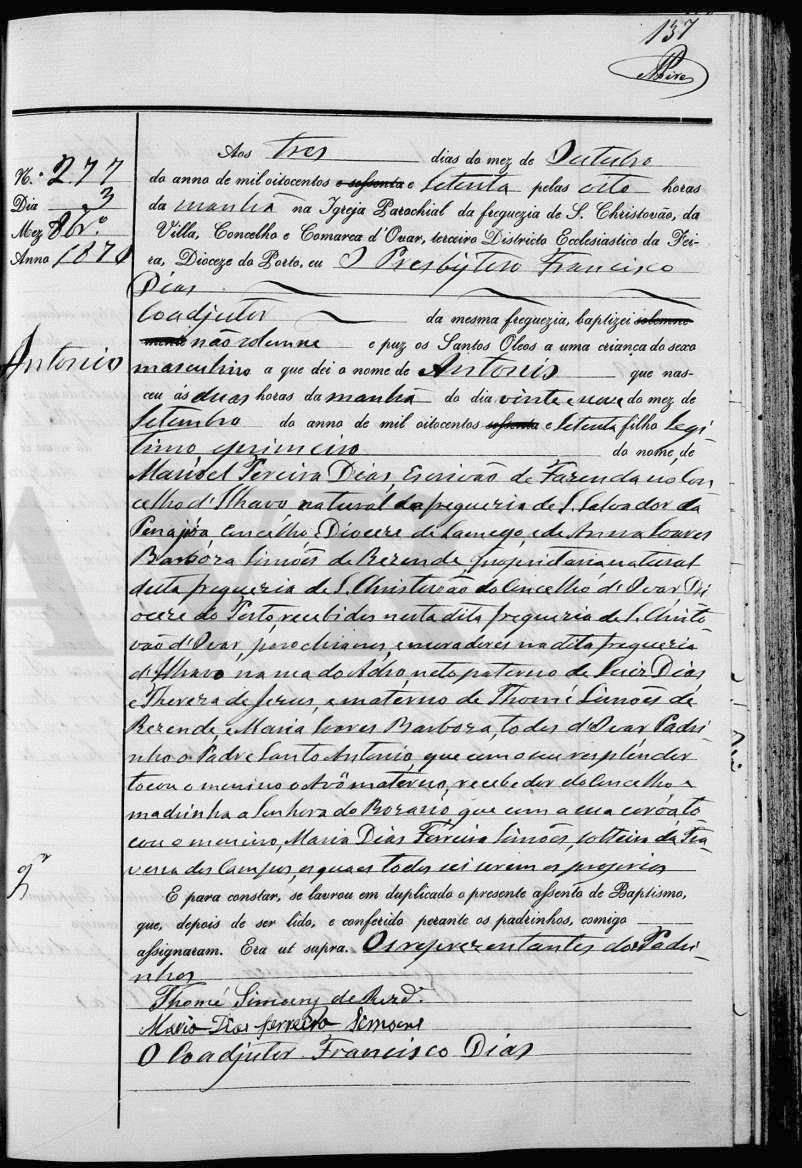
Registo de batismo do escritor António Dias Simões.

Este fundo engloba a documentação produzida pelas paróquias do distrito, com predominância dos registos de baptismos, casamentos e óbitos.
Tais assuntos correspondem, presentemente ao registo Civil e baseiam-se nos factos principais e mais significativos da vivência do ser Cristão.
Foi somente depois do Concílio de Trento (1545-1563) que se introduziu lentamente o uso do registo paroquial em Portugal, embora, já antes nas constituições diocesanas, celebradas em Lisboa, em 1563, ficasse determinado que “em cada igreja houvesse um livro em que se escrevesse os batizados e finados”.
A lei de 18 de Fevereiro de 1911 determinou o Registo Civil obrigatório para todos os cidadãos, passando estes registos a serem feitos nas Conservatórias.
Estes livros são incorporados no Arquivo Distrital, decorridos 100 anos, contados a partir da data do último assento.
| ID      | Paróquia                    | Concelho             | Freguesia/Localidade actual | Concelho/Vila data início | Concelho/Vila data fim |
| ------- | --------------------------- | -------------------- | --------------------------- | ------------------------- | ---------------------- |
| 1080131 | Agadão                      | Águeda               | Agadão                      |                           |                        |
| 1080431 | Aguada de Baixo             | Águeda               | Aguada de Baixo             |                           |                        |
| 1080723 | Aguada de Cima              | Águeda               | Aguada de Cima              |                           |                        |
| 984254  | Águeda                      | Águeda               | Águeda                      |                           |                        |
| 1081049 | Barrô                       | Águeda               | Barrô                       |                           |                        |
| 1081354 | Belazaima do Chão           | Águeda               | Belazaima do Chão           |                           |                        |
| 1081659 | Castanheira do Vouga        | Águeda               | Castanheira do Vouga        |                           |                        |
| 1081868 | Espinhel                    | Águeda               | Espinhel                    |                           |                        |
| 1082130 | Fermentelos                 | Águeda               | Fermentelos                 |                           |                        |
| 1082395 | Lamas do Vouga              | Águeda               | Lamas do Vouga              |                           |                        |
| 1082640 | Macieira de Alcoba          | Águeda               | Macieira de Alcoba          |                           |                        |
| 1082682 | Macinhata do Vouga          | Águeda               | Macinhata do Vouga          |                           |                        |
| 1082904 | Óis da Ribeira              | Águeda               | Óis da Ribeira              |                           |                        |
| 1083144 | Préstimo                    | Águeda               | Préstimo                    |                           |                        |
| 1083351 | Recardães                   | Águeda               | Recardães                   |                           |                        |
| 1083607 | Segadães                    | Águeda               | Segadães                    |                           |                        |
| 1083800 | Travassô                    | Águeda               | Travassô                    |                           |                        |
| 1084077 | Trofa                       | Águeda               | Trofa                       |                           |                        |
| 1074050 | Valongo do Vouga            | Águeda               | Valongo do Vouga            |                           |                        |
| 1076571 | Albergaria-a-Velha          | Albergaria-a-Velha   | Albergaria-a-Velha          |                           |                        |
| 1076578 | Alquerubim                  | Albergaria-a-Velha   | Alquerubim                  |                           |                        |
| 1076585 | Angeja                      | Albergaria-a-Velha   | Angeja                      |                           |                        |
| 1076592 | Branca                      | Albergaria-a-Velha   | Branca                      |                           |                        |
| 1076600 | Frossos                     | Albergaria-a-Velha   | Frossos                     |                           |                        |
| 1076609 | Ribeira de Fráguas          | Albergaria-a-Velha   | Ribeira de Fráguas          |                           |                        |
| 1076616 | São João de Loure           | Albergaria-a-Velha   | São João de Loure           |                           |                        |
| 1076624 | Valmaior                    | Albergaria-a-Velha   | Valmaior                    |                           |                        |
| 1076633 | Ancas                       | Anadia               | Ancas                       |                           |                        |
| 1078770 | Arcos de Anadia             | Anadia               | Arcos                       |                           |                        |
| 1082013 | Avelãs de Caminho           | Anadia               | Avelãs de Caminho           |                           |                        |
| 1082021 | Avelãs de Cima              | Anadia               | Avelãs de Cima              |                           |                        |
| 1082029 | Mogofores                   | Anadia               | Mogofores                   |                           |                        |
| 1082037 | Moita                       | Anadia               | Moita                       |                           |                        |
| 1082046 | Óis do Bairro               | Anadia               | Óis do Bairro               |                           |                        |
| 1082053 | Sangalhos                   | Anadia               | Sangalhos                   |                           |                        |
| 1082061 | São Lourenço do Bairro      | Anadia               | São Lourenço do Bairro      |                           |                        |
| 1082071 | Tamengos                    | Anadia               | Tamengos                    |                           |                        |
| 1082079 | Vila Nova de Monsarros      | Anadia               | Vila Nova de Monsarros      |                           |                        |
| 1082087 | Vilarinho do Bairro         | Anadia               | Vilarinho do Bairro         |                           |                        |
| 1082096 | Albergaria das Cabras       | Arouca               | Albergaria da Serra         |                           |                        |
| 1082104 | Alvarenga                   | Arouca               | Alvarenga                   |                           |                        |
| 1082113 | Arouca                      | Arouca               | Arouca                      |                           |                        |
| 1082123 | Burgo                       | Arouca               | Burgo                       |                           |                        |
| 1082131 | Cabreiros                   | Arouca               | Cabreiros                   |                           |                        |
| 1082139 | Canelas                     | Arouca               | Canelas                     |                           |                        |
| 1082147 | Chave                       | Arouca               | Chave                       |                           |                        |
| 1082155 | Covelo de Paivô             | Arouca               | Covelo de Paivó             |                           |                        |
| 1082163 | Escariz                     | Arouca               | Escariz                     |                           |                        |
| 1082330 | Espiunca                    | Arouca               | Espiunca                    |                           |                        |
| 1082338 | Fermedo                     | Arouca               | Fermedo                     |                           |                        |
| 1082346 | Janarde                     | Arouca               | Janarde                     |                           |                        |
| 1082354 | Mansores                    | Arouca               | Mansores                    |                           |                        |
| 1082362 | Moldes                      | Arouca               | Moldes                      |                           |                        |
| 1082372 | Rossas                      | Arouca               | Rossas                      |                           |                        |
| 1082380 | Santa Eulália               | Arouca               | Santa Eulália               |                           |                        |
| 1082387 | São Miguel do Mato          | Arouca               | São Miguel do Mato          |                           |                        |
| 1082394 | Tropeço                     | Arouca               | Tropeço                     |                           |                        |
| 1082402 | Urrô                        | Arouca               | Urrô                        |                           |                        |
| 1082409 | Várzea                      | Arouca               | Várzea                      |                           |                        |
| 1082813 | Apresentação                | Aveiro               | Apresentação                |                           |                        |
| 1082418 | Aradas                      | Aveiro               | Aradas                      |                           |                        |
| 1082453 | Cacia                       | Aveiro               | Cacia                       |                           |                        |
| 1082488 | Eirol                       | Aveiro               | Eirol                       |                           |                        |
| 1082521 | Eixo                        | Aveiro               | Eixo                        |                           |                        |
| 1082556 | Esgueira                    | Aveiro               | Esgueira                    |                           |                        |
| 1082822 | Espírito-Santo              | Aveiro               | Glória                      |                           |                        |
| 1082594 | Glória                      | Aveiro               | Glória                      |                           |                        |
| 1082634 | Nariz                       | Aveiro               | Nariz                       |                           |                        |
| 1082676 | Oliveirinha                 | Aveiro               | Oliveirinha                 |                           |                        |
| 1082712 | Requeixo                    | Aveiro               | Requeixo                    |                           |                        |
| 1082830 | São Miguel                  | Aveiro               |                             |                           |                        |
| 1082763 | Vera-Cruz                   | Aveiro               |                             |                           |                        |
| 1082838 | Bairros                     | Castelo de Paiva     | Bairros                     |                           |                        |
| 1082849 | Fornos                      | Castelo de Paiva     | Fornos                      |                           |                        |
| 1082857 | Paraíso                     | Castelo de Paiva     | Paraíso                     |                           |                        |
| 1082868 | Pedorido                    | Castelo de Paiva     | Pedorido                    |                           |                        |
| 1082877 | Raiva                       | Castelo de Paiva     | Raiva                       |                           |                        |
| 1082886 | Real                        | Castelo de Paiva     | Real                        |                           |                        |
| 1082894 | Santa Maria de Sardoura     | Castelo de Paiva     | Santa Maria de Sardoura     |                           |                        |
| 1082909 | São Martinho de Sardoura    | Castelo de Paiva     | São Martinho de Sardoura    |                           |                        |
| 1082903 | Sobrado de Paiva            | Castelo de Paiva     | Sobrado                     |                           |                        |
| 1082916 | Anta                        | Espinho              | Anta                        |                           |                        |
| 1082925 | Espinho                     | Espinho              | Espinho                     |                           |                        |
| 1082933 | Guetim                      | Espinho              | Guetim                      |                           |                        |
| 1082940 | Paramos                     | Espinho              | Paramos                     |                           |                        |
| 1082948 | Silvalde                    | Espinho              | Silvalde                    |                           |                        |
| 1082955 | Avanca                      | Estarreja            | Avanca                      |                           |                        |
| 1083369 | Beduído                     | Estarreja            | Beduído                     |                           |                        |
| 1083690 | Canelas                     | Estarreja            | Canelas                     |                           |                        |
| 1084015 | Fermelã                     | Estarreja            | Fermelã                     |                           |                        |
| 1084250 | Pardilhó                    | Estarreja            | Pardilhó                    |                           |                        |
| 1084410 | Salreu                      | Estarreja            | Salreu                      |                           |                        |
| 1084452 | Veiros                      | Estarreja            | Veiros                      |                           |                        |
| 1264291 | Gafanha da Nazaré           | Ílhavo               | Gafanha da Nazaré           |                           |                        |
| 1084549 | Ílhavo                      | Ílhavo               | Ílhavo                      |                           |                        |
| 1084572 | Barcouço                    | Mealhada             | Barcouço                    |                           |                        |
| 1084695 | Casal Comba                 | Mealhada             | Casal Comba                 |                           |                        |
| 1084721 | Luso                        | Mealhada             | Luso                        |                           |                        |
| 1084787 | Pampilhosa                  | Mealhada             | Pampilhosa                  |                           |                        |
| 1084791 | Vacariça                    | Mealhada             | Vacariça                    |                           |                        |
| 1084795 | Ventosa do Bairro           | Mealhada             | Ventosa do Bairro           |                           |                        |
| 1084799 | Bunheiro                    | Murtosa              | Bunheiro                    |                           |                        |
| 1084867 | Murtosa                     | Murtosa              | Murtosa                     |                           |                        |
| 1085086 | Carregosa                   | Oliveira de Azeméis  | Carregosa                   |                           |                        |
| 1085668 | Cesar                       | Oliveira de Azeméis  | Cesar                       |                           |                        |
| 1086109 | Fajões                      | Oliveira de Azeméis  | Fajões                      |                           |                        |
| 1086221 | Loureiro                    | Oliveira de Azeméis  | Loureiro                    |                           |                        |
| 1086341 | Macieira de Sarnes          | Oliveira de Azeméis  | Macieira de Sarnes          |                           |                        |
| 1086463 | Macinhata da Seixa          | Oliveira de Azeméis  | Macinhata da Seixa          |                           |                        |
| 1086586 | Madail                      | Oliveira de Azeméis  | Madail                      |                           |                        |
| 1086590 | Nogueira do Cravo           | Oliveira de Azeméis  | Nogueira do Cravo           |                           |                        |
| 1086594 | Oliveira de Azeméis         | Oliveira de Azeméis  | Oliveira de Azeméis         |                           |                        |
| 1086701 | Ossela                      | Oliveira de Azeméis  | Ossela                      |                           |                        |
| 1086705 | Palmaz                      | Oliveira de Azeméis  | Palmaz                      |                           |                        |
| 1086709 | Pindelo                     | Oliveira de Azeméis  | Pindelo                     |                           |                        |
| 1086713 | Pinheiro da Bemposta        | Oliveira de Azeméis  | Pinheiro da Bemposta        |                           |                        |
| 1086717 | Santiago de Riba-Ul         | Oliveira de Azeméis  | Santiago de Riba-Ul         |                           |                        |
| 1086721 | São Martinho da Gândara     | Oliveira de Azeméis  | São Martinho da Gândara     |                           |                        |
| 1086725 | Travanca                    | Oliveira de Azeméis  | Travanca                    |                           |                        |
| 1086729 | Ul                          | Oliveira de Azeméis  | Ul                          |                           |                        |
| 1086733 | Vila Chã de São Roque       | Oliveira de Azeméis  | São Roque                   |                           |                        |
| 1086737 | Vila de Cucujães            | Oliveira de Azeméis  | Vila de Cucujães            |                           |                        |
| 1086892 | Mamarrosa                   | Oliveira do Bairro   | Mamarrosa                   |                           |                        |
| 1088720 | Oiã                         | Oliveira do Bairro   | Oiã                         |                           |                        |
| 1091537 | Oliveira do Bairro          | Oliveira do Bairro   | Oliveira do Bairro          |                           |                        |
| 1093938 | Palhaça                     | Oliveira do Bairro   | Palhaça                     |                           |                        |
| 1094782 | Troviscal                   | Oliveira do Bairro   | Troviscal                   |                           |                        |
| 1094932 | Arada                       | Ovar                 | Arada                       |                           |                        |
| 1095014 | Cortegaça                   | Ovar                 | Cortegaça                   |                           |                        |
| 1095135 | Esmoriz                     | Ovar                 | Esmoriz                     |                           |                        |
| 1095202 | Maceda                      | Ovar                 | Maceda                      |                           |                        |
| 1095326 | Ovar                        | Ovar                 | Ovar                        |                           |                        |
| 1095538 | São Vicente de Pereira Jusã | Ovar                 | São Vicente de Pereira Jusã |                           |                        |
| 1095543 | Válega                      | Ovar                 | Válega                      |                           |                        |
| 1095584 | Argoncilhe                  | Santa Maria da Feira | Argoncilhe                  |                           |                        |
| 1095594 | Arrifana                    | Santa Maria da Feira | Arrifana                    |                           |                        |
| 1095810 | Caldas de São Jorge         | Santa Maria da Feira | Caldas de São Jorge         |                           |                        |
| 1095604 | Canedo                      | Santa Maria da Feira | Canedo                      |                           |                        |
| 1095852 | Duas Igrejas                | Santa Maria da Feira |                             |                           |                        |
| 1095614 | Escapães                    | Santa Maria da Feira | Escapães                    |                           |                        |
| 1095619 | Espargo                     | Santa Maria da Feira | Espargo                     |                           |                        |
| 1095629 | Feira                       | Santa Maria da Feira | Feira                       |                           |                        |
| 1095633 | Fiães                       | Santa Maria da Feira | Fiães                       |                           |                        |
| 1095643 | Fornos                      | Santa Maria da Feira | Fornos                      |                           |                        |
| 1095650 | Gião                        | Santa Maria da Feira | Gião                        |                           |                        |
| 1095660 | Guisande                    | Santa Maria da Feira | Guisande                    |                           |                        |
| 1095670 | Lobão                       | Santa Maria da Feira | Lobão                       |                           |                        |
| 1095680 | Louredo                     | Santa Maria da Feira | Louredo                     |                           |                        |
| 1095691 | Lourosa                     | Santa Maria da Feira | Lourosa                     |                           |                        |
| 1095701 | Milheirós de Poiares        | Santa Maria da Feira | Milheirós de Poiares        |                           |                        |
| 1095711 | Mosteirô                    | Santa Maria da Feira | Mosteirô                    |                           |                        |
| 1095721 | Mozelos                     | Santa Maria da Feira | Mozelos                     |                           |                        |
| 1095731 | Nogueira da Regedoura       | Santa Maria da Feira | Nogueira da Regedoura       |                           |                        |
| 1095751 | Paços de Brandão            | Santa Maria da Feira | Paços de Brandão            |                           |                        |
| 1095761 | Pigeiros                    | Santa Maria da Feira | Pigeiros                    |                           |                        |
| 1095765 | Rio Meão                    | Santa Maria da Feira | Rio Meão                    |                           |                        |
| 1095772 | Romariz                     | Santa Maria da Feira | Romariz                     |                           |                        |
| 1095781 | Sanfins                     | Santa Maria da Feira | Sanfins                     |                           |                        |
| 1095791 | Sanguedo                    | Santa Maria da Feira | Sanguedo                    |                           |                        |
| 1095795 | Santa Maria de Lamas        | Santa Maria da Feira | Santa Maria de Lamas        |                           |                        |
| 1095805 | São João de Ver             | Santa Maria da Feira | São João de Ver             |                           |                        |
| 1095741 | São Paio de Oleiros         | Santa Maria da Feira | São Paio de Oleiros         |                           |                        |
| 1095818 | Souto                       | Santa Maria da Feira | Souto                       |                           |                        |
| 1095828 | Travanca                    | Santa Maria da Feira | Travanca                    |                           |                        |
| 1095838 | Vale                        | Santa Maria da Feira | Vale                        |                           |                        |
| 1095848 | Vila Maior                  | Santa Maria da Feira | Vila Maior                  |                           |                        |
| 1095547 | São João da Madeira         | São João da Madeira  | São João da Madeira         |                           |                        |
| 1095551 | Cedrim                      | Sever do Vouga       | Cedrim                      |                           |                        |
| 1095555 | Couto de Esteves            | Sever do Vouga       | Couto de Esteves            |                           |                        |
| 1095559 | Paradela                    | Sever do Vouga       | Paradela                    |                           |                        |
| 1095563 | Pessegueiro do Vouga        | Sever do Vouga       | Pessegueiro do Vouga        |                           |                        |
| 1095567 | Rocas do Vouga              | Sever do Vouga       | Rocas do Vouga              |                           |                        |
| 1095571 | Sever do Vouga              | Sever do Vouga       | Sever do Vouga              |                           |                        |
| 1095575 | Silva Escura                | Sever do Vouga       | Silva Escura                |                           |                        |
| 1095580 | Talhadas                    | Sever do Vouga       | Talhadas                    |                           |                        |
| 1095866 | Covão do Lobo               | Vagos                | Covão do Lobo               |                           |                        |
| 1096005 | Sosa                        | Vagos                | Sosa                        |                           |                        |
| 1096159 | Vagos                       | Vagos                | Vagos                       |                           |                        |
| 1096301 | Arões                       | Vale de Cambra       | Arões                       |                           |                        |
| 1096358 | Castelões                   | Vale de Cambra       | São Pedro de Castelões      |                           |                        |
| 1096510 | Cepelos                     | Vale de Cambra       | Cepelos                     |                           |                        |
| 1096628 | Codal                       | Vale de Cambra       | Codal                       |                           |                        |
| 1096657 | Junqueira                   | Vale de Cambra       | Junqueira                   |                           |                        |
| 1096661 | Macieira de Cambra          | Vale de Cambra       | Macieira de Cambra          |                           |                        |
| 1096665 | Roge                        | Vale de Cambra       | Roge                        |                           |                        |
| 1096673 | Vila Cova de Perrinho       | Vale de Cambra       | Vila Cova de Perrinho       |                           |                        |
| 1096669 | Vila-Chã                    | Vale de Cambra       | Vila Chã                    |                           |                        |